# Симфонія № 39 (Моцарт)
Симфонія № 39, мі-бемоль мажор, KV 543 ― один з найвідоміших творів Вольфганга Амадея Моцарта. Була закінчена 26 червня 1788 року.

## Структура

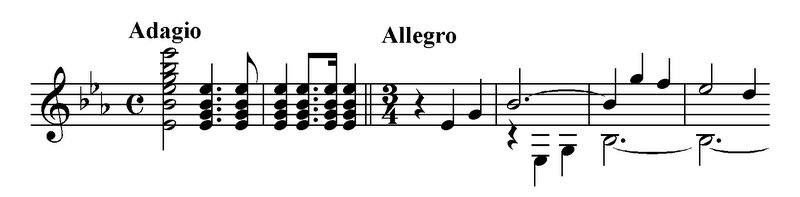
Початок симфонії

1. Adagio, 2/2 — Allegro, 3/4
2. Andante con moto, 2/4
3. Menuetto: Trio, 3/4
4. Allegro, 2/4

## Ноти і література
Вікісховище має мультимедійні дані за темою: Симфонія № 39 (Моцарт)
- Ноти [Архівовано 30 вересня 2010 у Wayback Machine.] на IMSLP
- Dearling, Robert: The Music of Wolfgang Amadeus Mozart: The Symphonies Associated University Presses Ltd, London 1982 ISBN 0-8386-2335-2
- Kenyon, Nicholas: The Pegasus Pocket Guide to Mozart Pegasus Books, New York 2006 ISBN 1-933648-23-6
- Zaslav, Neal:Mozart's Symphonies: Context, Performance Practice, Reception OUP, Oxford 1991 ISBN 0-19-816286-3